# Jesús sin hogar
Jesús sin hogar, también conocido como Jesús el sin hogar, es una escultura de bronce del escultor canadiense Timothy Schmalz que representa a Jesús como una persona sin hogar, durmiendo en un banco del parque. La escultura original se instaló en Regis College, Universidad de Toronto, a principios de 2013. Desde entonces, se han instalado otros moldes en muchos lugares del mundo. L escultura es referencia de la cita bíblica del evangelista San Mateo 8,20 donde dice «Las zorras tienen guaridas, y las aves del cielo tienen nidos, pero el Hijo del Hombre no tiene dónde recostar su cabeza.

## Descripción e historia
Jesús sin hogar fue diseñado por Timothy Schmalz, un escultor canadiense y católico devoto. Representa a Jesús como una persona sin hogar, durmiendo en un banco del parque. Su rostro y manos están oscurecidos, ocultos bajo una manta, pero las heridas de crucifixión en sus pies revelan su identidad. La estatua ha sido descrita como una "traducción visual" del pasaje del Evangelio de Mateo en el que Jesús les dice a sus discípulos: "De cierto os digo que en cuanto lo hicisteis a uno de estos mis hermanos más pequeños, a mí lo hicisteis". Schmalz pretendía que la escultura de bronce fuera provocativa y admitió: "Eso es esencialmente lo que la escultura está ahí para hacer. Está destinado a desafiar a la gente". Ofreció los primeros moldes a la Catedral de San Miguel en Toronto y la Catedral de San Patricio en , pero ambas iglesias se negaron. Un portavoz de San Miguel dijo que la iglesia declinó porque la apreciación "no fue unánime" y estaba en proceso de restauración. El elenco destinado a la Catedral de San Miguel se instaló en Regis College, la Escuela Jesuita de Teología de la Universidad de Toronto. De manera similar, un portavoz de St. Patrick's elogió el trabajo pero se negó a comprar el yeso debido a las renovaciones en curso.

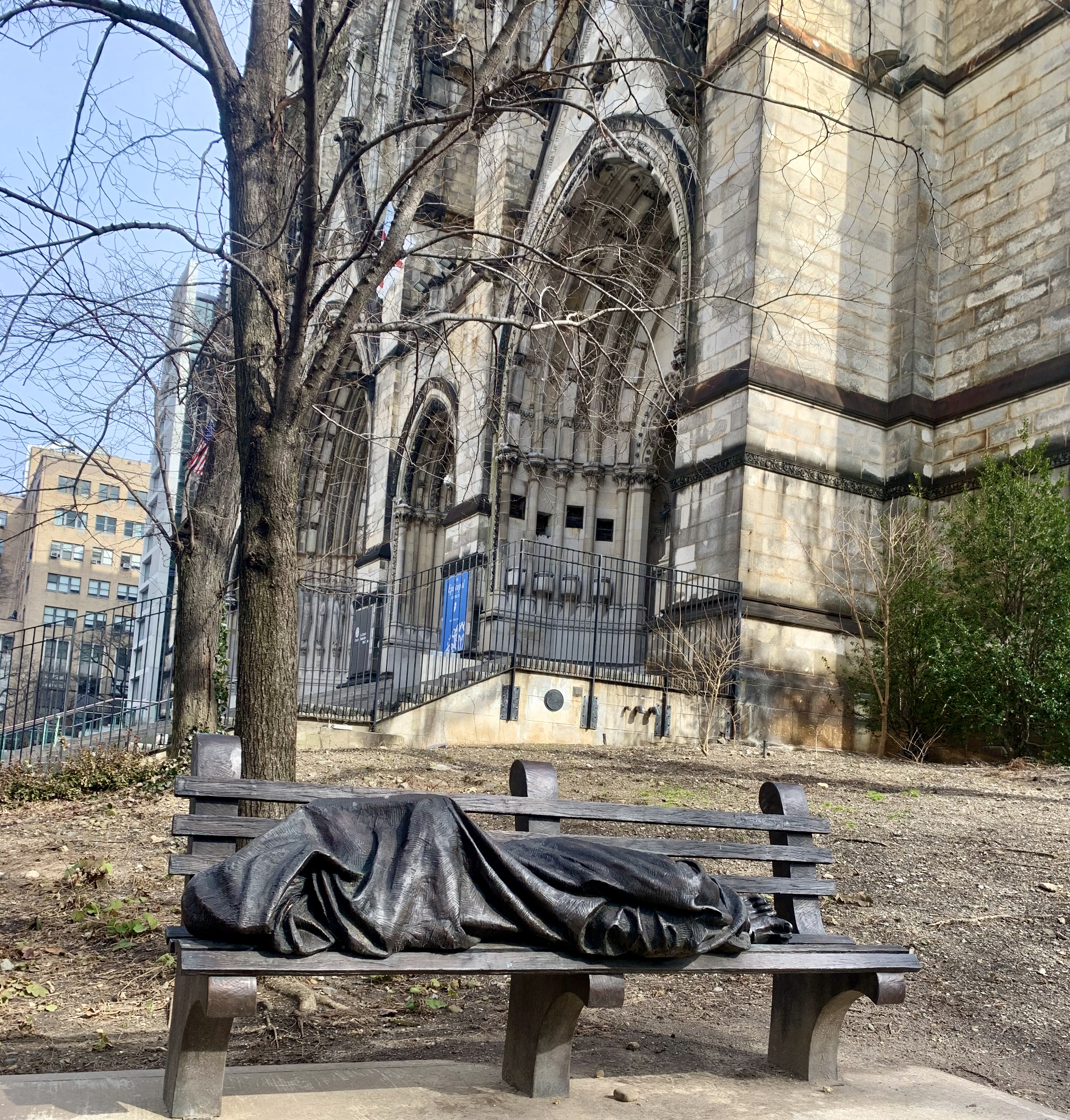
Jesús sin hogar fuera de la Catedral de San Juan el Divino en Nueva York.

En 2013, se instaló el primer elenco en los Estados Unidos, en la Iglesia Episcopal de San Albano en Davidson. Se compró por 22 000 dólares y se exhibió como un monumento a la feligrés Kate McIntyre, quien tenía afinidad por el arte público. Según David Buck, rector de San Albano, "Le da autenticidad a nuestra iglesia. Esta es una iglesia relativamente próspera, para ser honesto, y necesitamos que nos recuerden que nuestra fe se expresa en una preocupación activa por los marginados de la sociedad". Buck dio la bienvenida a la discusión sobre la escultura y la considera una "lección bíblica para aquellos que están acostumbrados a ver a Jesús representado en el arte religioso tradicional como el Cristo de la gloria, entronizado con galas". Además, dijo en una entrevista con NPR, "Creemos que ese es el tipo de vida que tuvo Jesús. Era, en esencia, una persona sin hogar".

Para la ubicación del centro de Detroit, Gary Wright de la Iglesia Jesuita de los Santos Pedro y Pablo ha dicho que Jesús sin hogar honra y puede consolar a las personas sin hogar a las que sirve la iglesia. Un alumno anónimo de la Facultad de Derecho de la Universidad de Detroit Misericordia, patrocinada por los jesuitas y las Hermanas de la Misericordia, que linda con Saints Peter and Paul, donó fondos para la estatua en la iglesia, colocándola justo al otro lado de East Jefferson Avenue de las icónicas torres Renaissance Center de Detroit.

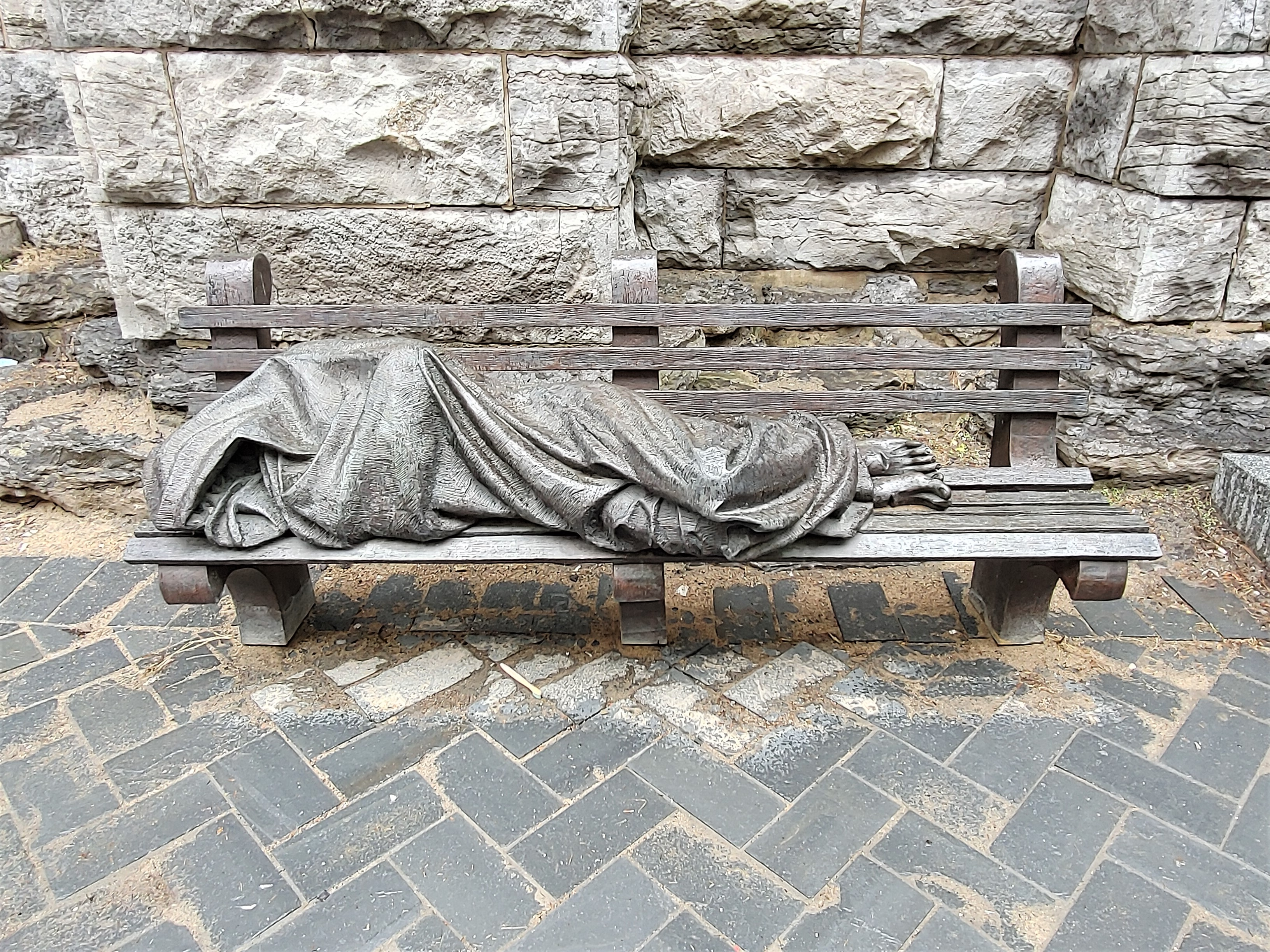
Un molde de la estatua de Jesús sin hogar fuera de la Iglesia Unida de St. James en Montreal. El elenco se instaló en 2019.

Charleston recibió la octava estatua de Jesús sin hogar en noviembre de 2014.
Se instaló un yeso en Via della Conziliazione, la calle que conduce a la Basílica de San Pedro fuera de la Oficina papal de Caridades en marzo de 2016. Anteriormente, Schmalz visitó al papa en la Ciudad del Vaticano en noviembre de 2013 para presentar una versión en miniatura de su estatua. Recordó la reacción del papa: "Caminó hacia la escultura, y fue escalofriante porque tocó la rodilla de la escultura de Jesús, el sin techo, cerró los ojos y oró. Era como, eso es lo que está haciendo en todo el mundo: el papa Francisco está llegando a los marginados". Caridades Católicas de Chicago y la Arquidiócesis de Washington D. C. han instalado escayolas fuera de sus oficinas. El papa Francisco visitó la escultura instalada a lo largo de G Street en el Chinatown de Washington D. C., durante su visita a los Estados Unidos en 2015.

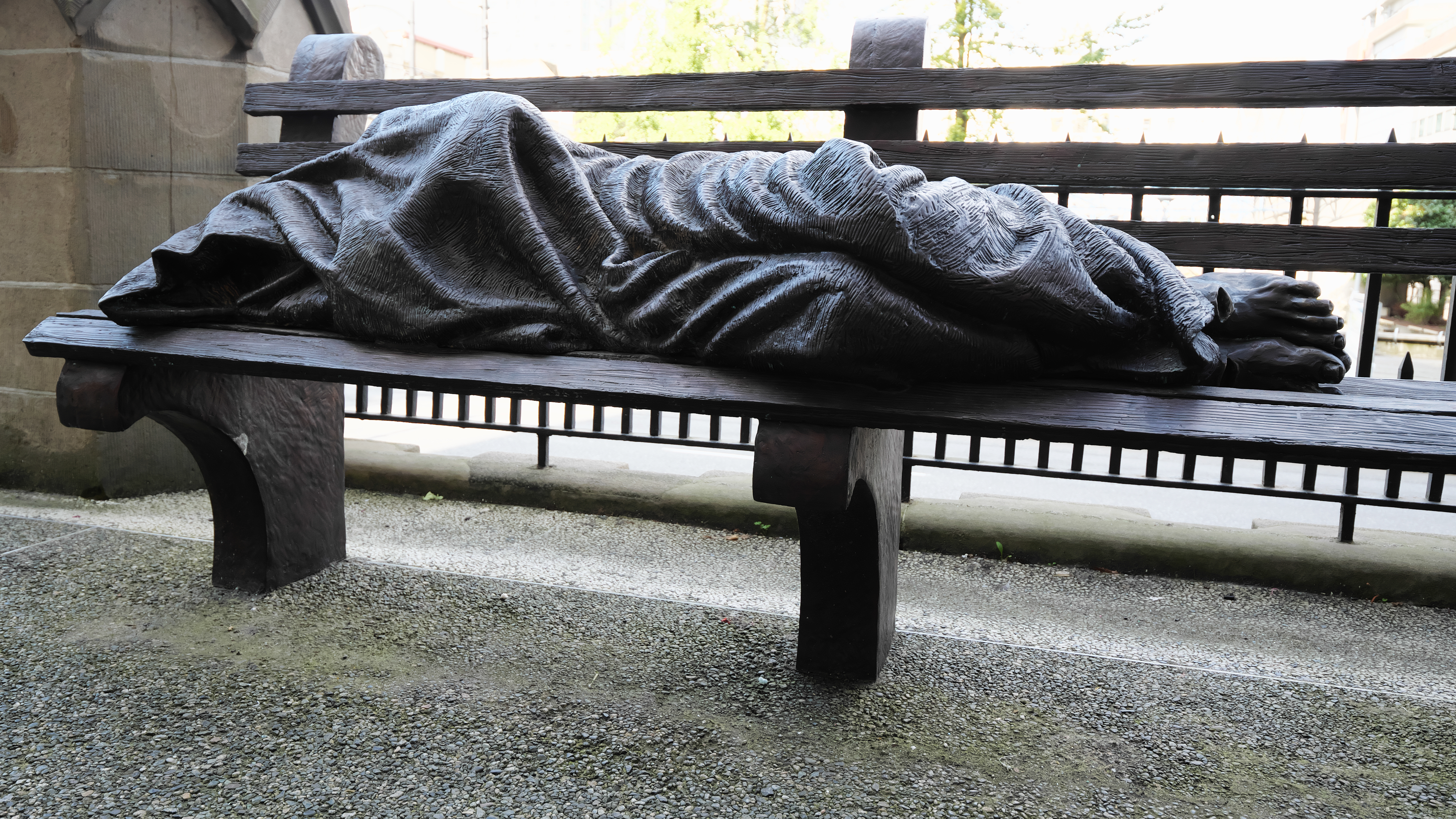
Elenco de Jesús sin hogar frente a la Catedral del Santo Rosario en Vancouver.

La Catedral de San Pablo de Búfalo es ahora el sitio permanente de Homeless Jesus, instalado durante la Semana Santa de 2015. San Pablo, la Catedral de la Diócesis Episcopal del Oeste de , está ubicada en 139 Church Street (esquina de Church y Pearl en el centro de Búfalo). Fue considerado el primer hito arquitectónico nacional de Búfalo en 1851 y está clasificado como Monumento Histórico Nacional.
En mayo de 2016, se instaló un yeso en el nuevo edificio principal de servicios de Caridades Católicas de la Arquidiócesis de Oklahoma City a lo largo de Classen Boulevard en Oklahoma City, Oklahoma. Se estima que 60 000 vehículos pasan diariamente por la escultura en este lugar.
En agosto de 2017, se instaló un yeso en la entrada principal de Haven of Hope del Padre Woody en Denver, Colorado, en la esquina de las calles 7th y Lipan. La misión de Haven of Hope del padre Woody es proporcionar alimentos, refugio, ropa, asesoramiento, rehabilitación y servicios higiénicos a las personas sin hogar y menos afortunadas.
Mánchester ha aprobado recientemente una instalación fuera de la Iglesia de Santa Ana. La estatua originalmente se iba a instalar en Westminster fuera del Salón Central de Westminster de la Iglesia Metodista, pero finalmente fue rechazada. La ciudad creía que la estatua no reflejaría adecuadamente la naturaleza. El obispo de Manchester reflexionó sobre la importancia de tener a Jesús sin hogar. Recordó a Jesús diciendo que alejarse de ayudar a alguien en necesidad es como alejarse de Jesús.
El 7 de diciembre de 2017, se instaló un molde de la estatua en Nelson Mandela Place, Glasgow, Escocia. El artista escocés Peter Howson ha realizado una pintura de un Jesús sin hogar que se mostrará junto a la estatua. El sacerdote de Glasgow, el padre Willy Slavin, ayudó a traer la escultura a Escocia. Schmalz se puso en contacto con él en 2015 y llevó la idea a la asociación Glasgow Churches Together.
En abril de 2019 se instaló una estatua en los Jardines de la Iglesia de Nuestra Señora y San Nicolás, de Liverpool. Fue inaugurado por los residentes de la YMCA de Liverpool y bendecido por el obispo de Liverpool. La inauguración tuvo lugar en el contexto de una Conferencia sobre personas sin hogar organizada por la Iglesia Parroquial y Crispin Pailing y que reunió a políticos de los sectores público, privado y caritativo para abordar los problemas de la falta de vivienda en la ciudad.
En noviembre de 2019, se instaló un yeso frente a la Iglesia Unida de Saint James en Montreal, Quebec, antes de la celebración del segundo Día Mundial de los Pobres. Iglesia de Saint James  participó en la vigilia internacional por los pobres y las personas sin hogar el 17 de noviembre de 2019 en su escultura de Jesús sin hogar instalada fuera de la iglesia con un servicio seguido de un almuerzo gratis para las personas sin hogar en la cripta de la iglesia.
En abril de 2022, la imagen se instaló en la Catedral de Manila en Intramuros, Manila. Fue inaugurada y bendecida por el arzobispo de Manila, cardenal José Advincula, el 10 de abril de 2022, coincidiendo con el Domingo de Ramos.

## Recepción
La recepción de la estatua ha sido mixta. Según NPR, "La reacción [al elenco en Davidson] fue inmediata. A algunos les encantó; algunos no." Algunos residentes de Davidson sintieron que era una "representación insultante" de Jesús que "degradaba" al vecindario. Una residente de Davidson llamó a la policía la primera vez que la vio, confundiendo la estatua con una verdadera persona sin hogar. Otro vecino escribió una carta diciendo que "[lo asustó]". Sin embargo, según Buck, a menudo se ve a los residentes sentados en el banco junto a la estatua, descansando sus manos sobre Jesús y orando.
En octubre de 2020, un residente de Bay Village, Ohio, llamó a la policía para denunciar que una persona sin hogar dormía en un banco del parque. Esta llamada se hizo dentro de los 20 minutos posteriores a la instalación de la escultura de Jesús sin hogar en la Iglesia Episcopal St. Barnabas, en Bay Village. Esto fue noticia nacional debido a que los reporteros llamaron a los residentes de la ciudad por ser privilegiados e ignorar las preocupaciones de las personas sin hogar.

## Réplicas
A principios de 2016, se exhibieron alrededor de 100 copias de Jesús sin hogar en todo el mundo.
La primera escultura fuera de América del Norte se instaló en los terrenos de la Catedral de la Iglesia de Cristo.
La ubicación más destacada de una copia de la escultura se encuentra en Roma, fuera de la Oficina papal de Caridades.
La siguiente lista muestra algunos lugares donde se han instalado copias de la escultura.

### América

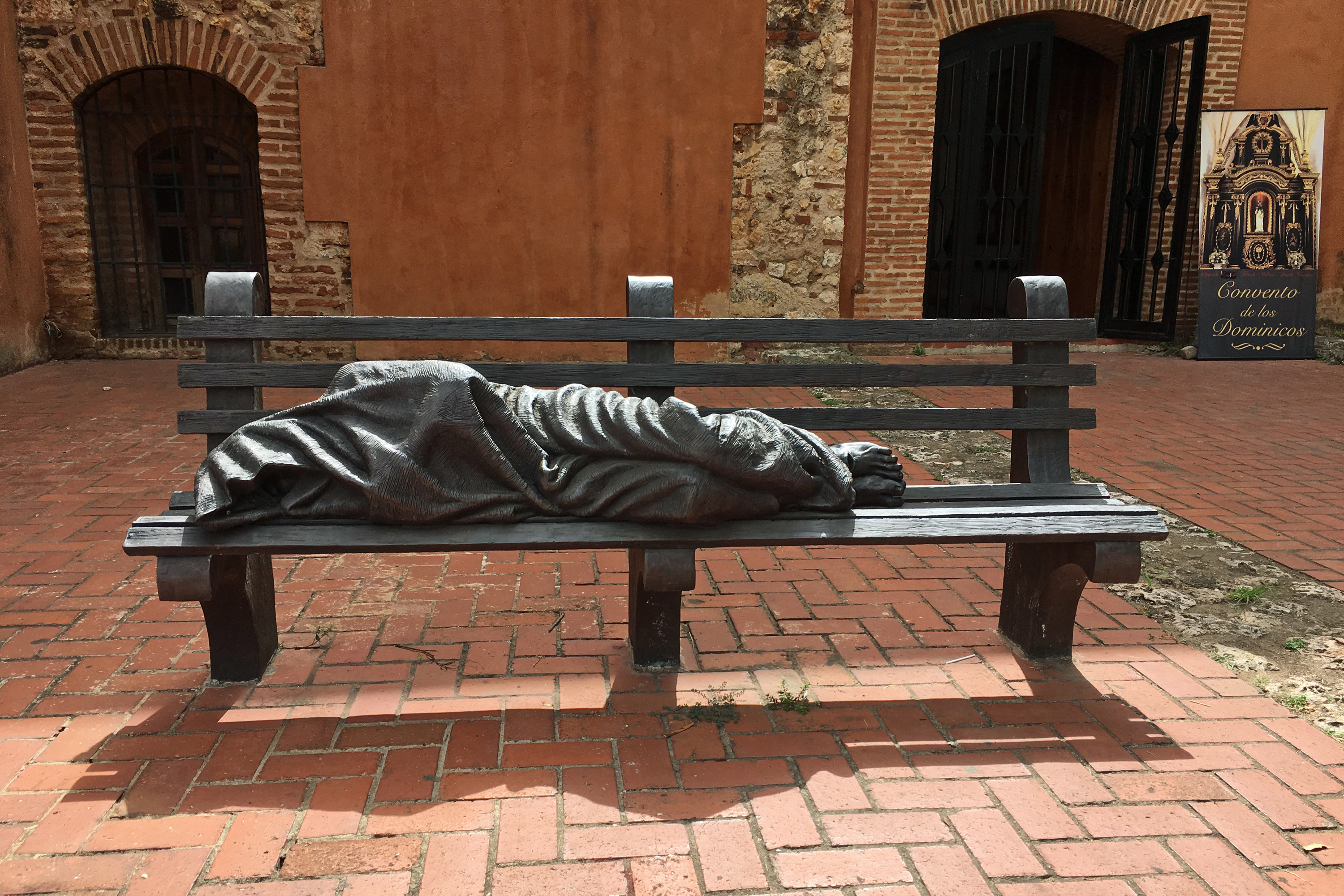
Reparto de Jesús sin hogar en Ciudad Colonial en Santo Domingo.

- Frente a la Iglesia Metodista Unida en Charleston.
- En la Catedral Episcopal de San Pablo en Búfalo.
- En la Iglesia Episcopal de Santo Albán en Davidson.
- Fuera del salón de San Basilio en la Universidad de St. Mary en Calgary
- Fuera de la sede de Caridades Católicas de la Arquidiócesis de Chicago en el vecindario River North de Chicago.
- Iglesia Presbiteriana Central en Austin[20]
- Frente a la Iglesia Católica Jesuita de los Santos Pedro y Pablo en Downtown Detroit[5]
- En la Universidad de Valparaiso en Valparaíso[21]
- Detrás de la Iglesia Episcopal Metodista de Roberts Park en el centro de Indianápolis
- Frente al edificio principal de servicios de Caridades Católicas de la Arquidiócesis de Oklahoma City[22]
- En la esquina de los terrenos de la parroquia católica de Santa Ana[23] en Coppell.
- En frente de la Catedral del Santo Rosario en Vancouver
- Afuera del Centro Newman de Nuestra Señora de la Sabiduría[24]
- Afuera de la Catedral Metropolitana de la Ciudad de México[25]
- Iglesia Episcopal Trinity en Toledo[25]
- Fuera de la Iglesia Unida de St James, Montreal[26]
- En St Johns Hospice, Filadelfia.[27]
- En la Catedral de San Juan el Divino, Nueva York[28]
- En la Catedral de la Epifanía, Venecia[29]
- En la Catedral Metropolitana de Buenos Aires[25]
- En la Basílica del Señor de Monserrate en Bogotá
- Convento de la Orden Dominicana en la Ciudad Colonial de Santo Domingo.

### Asia

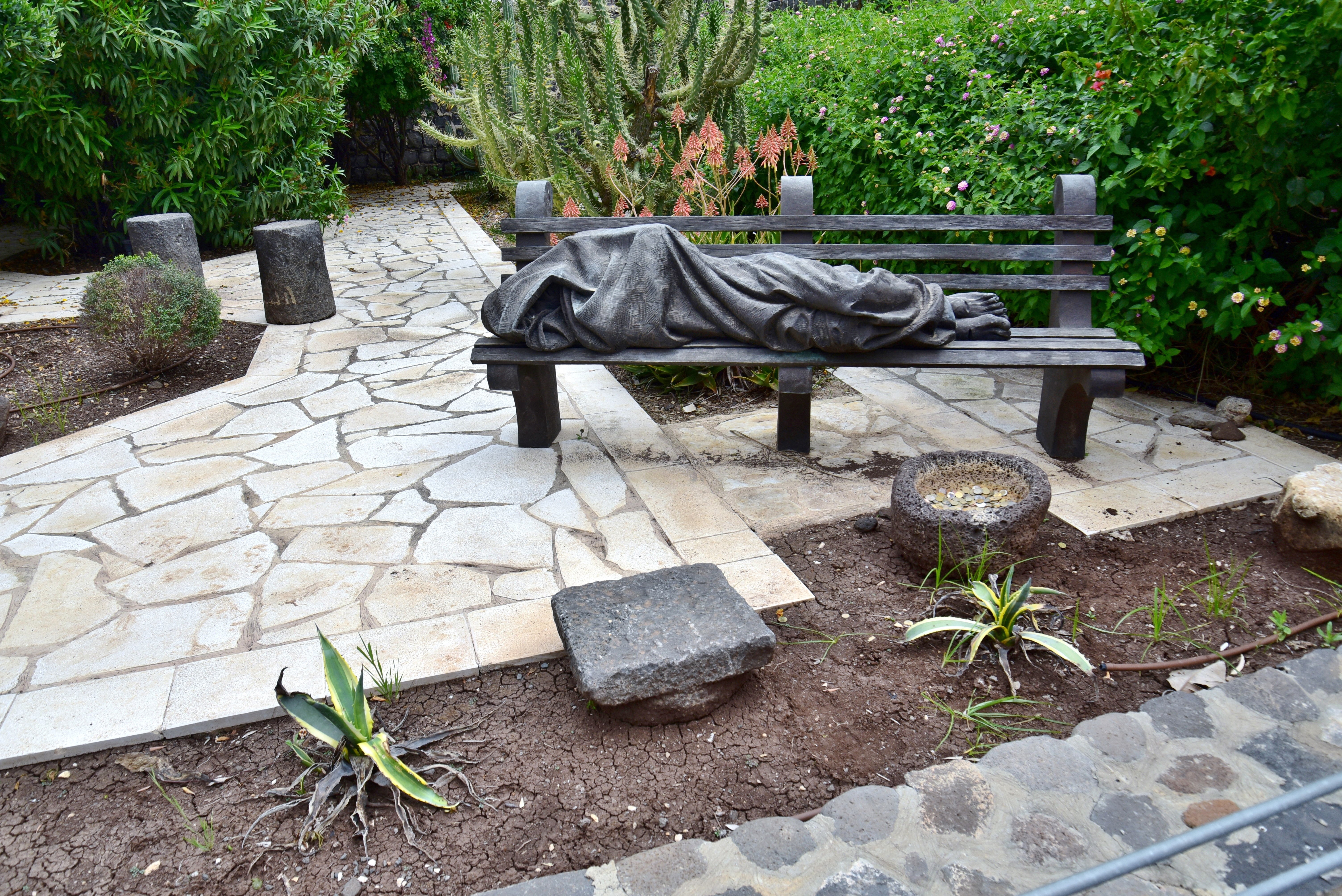
Elenco de Jesús sin hogar en los terrenos de la Iglesia de San Pedro, Cafarnaúm.

- En los terrenos de la Iglesia de San Pedro en la antigua Cafarnaúm, Israel
- En el Mar de Galilea, Israel
- En la Catedral del Buen Pastor, Singapur[28]
- En el Parque Histórico de Seosomun, un parque dedicado a la memoria de los mártires cristianos en Seúl, Corea del Sur[30]

### Europa

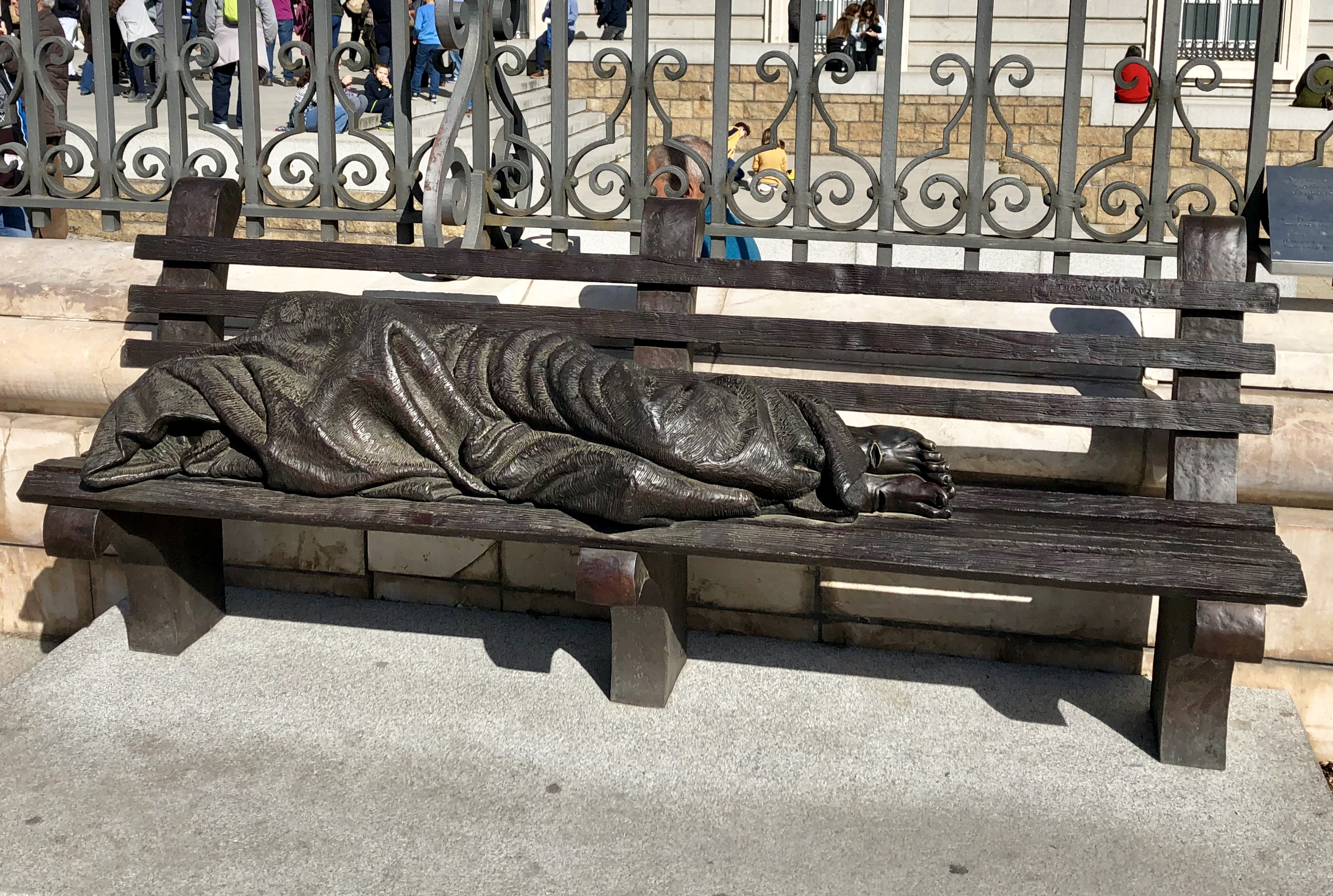
Elenco de Jesús sin hogar fuera de la Catedral de la Almudena en Madrid.

- Fuera de la iglesia St George's Tron, Glasgow, Escocia, Reino Unido[31]
- Cerca de Catedral de la Almundena de Madrid[28]
- En King's University College, Londres, Reino Unido[32]
- En el Ejército de Salvación, Belfast, Irlanda del Norte, Reino Unido.
- Iglesia de la Inmaculada Concepción, Farm Street, Londres, Reino Unido.
- En Catedral de la Santísima Trinidad, Dublín, Irlanda[28]
- En la Iglesia de la Santa Magdalena, Brujas, Bélgica[28]
- En San Egidio, Amberes, Bélgica[31]
- En la plaza de Santa Ana, Manchester, Reino Unido[31]
- En la sede de San Egidio, Roma, Italia[31]
- En la Iglesia de San Biagio, Codogno, Italia
- En los Jardines de la Iglesia de Nuestra Señora y San Nicolás, Liverpool
- Fuera de Centenary House, Dunbar Link, Belfast
- En un lateral de la explanada del santuario de Fátima en Portugal.

### Oceanía
- Fuera de la Iglesia de Saint James, Sídney[33]
- En Newman College, Melbourne[34]
- Fuera de la Catedral del Sagrado Corazón, Townsville[34]